# Hesperange
Hesperange (en luxembourgeois : Hesper  et en allemand : Hesperingen) est une localité luxembourgeoise et le chef-lieu de la commune portant le même nom située dans le canton de Luxembourg.

## Géographie
C'est sur le territoire de Hesperange que se trouve le premier des échangeurs de l'A3 (autoroute de Dudelange) en direction de la frontière française (située à 15,6 km). L'échangeur permet également de se rendre à l'aéroport de Luxembourg-Findel.

### Sections de la commune
- Alzingen
- Fentange
- Hesperange (siège)
- Howald, qui s'étend jusqu'à Hamm, quartier de Luxembourg-Ville.
- Itzig

### Voies de communication et transports
La commune est traversée par les autoroutes A1 et A3 et par la route nationale 3.
Hesperange est desservie par les autobus de la ville de Luxembourg et le Régime général des transports routiers et possède quatre stations Vel'oH!. Elle opère deux services « City-Bus » : un service régulier, le « Hesper Citybus » et un service sur réservation, le « Flexibus Hesperange ».
Le 10 décembre 2017, la gare de Howald est mise en service et dessert les quartiers sud de la capitale luxembourgeoise.

## Histoire
En aval du pont de l'Alzette actuel, on découvrit les fondations d'un pont sur le tracé d'un diverticulum reliant deux voies romaines en direction de Trèves. Après l'occupation définitive par les Francs et plus tard la fondation de l'abbaye d'Echternach (698), le site de Hesperange devenait bientôt domaine de celle-ci. L'historien Alexandre Wiltheim découvrit un acte daté de 867, où apparut le nom de Hasmaringa. Sous les premiers comtes de Luxembourg, la localité figure parmi les possessions de l'abbaye d'Altmünster (Luxembourg). Les seigneurs de Rodemack, vassaux puissants des comtes de Luxembourg et fournissant cinq gouverneurs au comté, érigeaient la seigneurie de Hesperange, et le château fort de Luxembourg eut vers 1300 comme avant-poste le manoir de Hesperange. Gérard de Rodemack, prenant parti contre Maximilien d'Autriche, héritier des Pays-Bas bourguignons, fut déclaré félon. Son manoir fut démantelé partiellement en 1480 et deux ans plus tard davantage. L'empereur Maximilien octroyait les possessions de Gérard à son cousin le margrave Christophe de Bade pour ses services considérables. Au XVIIe siècle, la forteresse de Luxembourg allait succomber aux convoitises de Louis XIV, roi de France. Le 23 juin 1682, 1 400 cavaliers français campaient aux environs de Hesperange sous le commandement du marquis de Lambert. L'hôpital militaire entre Hesperange et Alzingen hébergeait momentanément plus de mille blessés.
Pendant la domination autrichienne (1714-1795), la seigneurie de Hesperange restait de fait française jusqu'au traité de Versailles (1769), ce qui nous valut un nouveau pont sur l'Alzette et une diligence postale régulière entre Luxembourg et Thionville. Peu après la reddition de Luxembourg aux Républicains français en 1795, le dernier seigneur féodal de Hesperange, le margrave Charles-Frédéric de Bade-Durlach, vendit ses possessions à l'État français. Dans le nouveau « département des Forêts » existait de 1795 à 1802 un canton de Hesperange, doté d'une justice de paix, comprenant les communes rurales autour de la ville de Luxembourg. Hesperange et Itzig formaient une « agence », remplacée après 1799 par la création d'une « commune ».
L’ancienne commune d’Alzingen fusionna avec la commune de Hesperange en 1823.
Sous la dynastie hollandaise, Hesperange fut promu paroisse (1849), dépendant auparavant du desservant d'Itzig. La seconde moitié du siècle vit l'éclosion de la vie économique et culturelle. Le chemin de fer vicinal (Jangeli) mis en service en 1882 entre Luxembourg-Hesperange et Remich ne fut remplacé qu'en 1955 par un service d'autobus.
Le plus grand moulin industriel à grains du Grand-Duché situé à Hesperange explosa et se consumma en 1893, donnant l'opportunité à des concurrents de créer et exploiter avec succès un nouveau moulin à Kleinbettingen.
Il y eut une période de privations et de famine pendant la guerre 1914-1918 sous l'occupation allemande. Quelques mois après les festivités commémorant le centenaire de l'indépendance du pays, la commune de Hesperange subit de 1940 à 1944 la deuxième occupation par les Allemands. Ils incorporèrent Hesperange-Howald, Fentange et Alzingen à la municipalité de Luxembourg.
La commune de Hesperange vécut un essor prestigieux après les multiples épreuves de la Seconde Guerre mondiale (la population de quelque 3 500 approchant entre-temps les 11 000). Cet élan, surtout économique, était largement stimulé au fur et à mesure par la création de quatre zones industrielles et commerciales, ensuite par le développement énergique du système autoroutier autour de la capitale. Citons la bretelle d'autoroute à l'ouest (1976), l'autoroute vers Thionville (après 1981) et finalement celle du contournement Est avec le pont haubané Victor-Bodson (1994).
La mairie du Centre Civique (1962) au milieu du complexe scolaire, avec sa salle des fêtes, ne correspondant plus aux exigences croissantes de l'infrastructure communale, il fallait mettre en œuvre la construction de la troisième mairie consécutive (1992), après la démolition de l'ancien Urbéngsschlass. Elle est mise en valeur par un parc public de 13 ha (provisoirement), agrémenté d'une pièce d'eau peuplée de cygnes et d'autres espèces aquatiques. Le promeneur admire avec enchantement les jets d'eau, s'arrête devant la fontaine aux figurines en bronze d'une ribambelle d'enfants en baignade, découvrant sur les pelouses étendues des ensembles sculpturaux en marbre ou en bois, pour ne pas oublier le bovin coloré, héritage de l'événement Art on cows. Il traverse en descendant l'Alzette par le pont-levis en bois qu'on remonte en temps de crues, mais d'où il jouit d'une vue pittoresque sur le château et l'église à la tour en forme de bulbe. Se retournant, il réalise l’ampleur des travaux de restauration des bords de la rivière ainsi que des bassins de retenue.
Le 11 novembre 1991, le conseil prit la décision de réaliser un centre omnisports au plateau du Holleschbierg. Les plans de l'actuel stade Alphonse Theis, exemplaire à tous points de vue, étaient définitivement approuvés en 1996. Ses infrastructures et installations servent principalement aux activités sportives du Football Club Swift Hesperange, des adeptes sportifs de multiples sociétés ainsi que de la jeunesse scolaire.

## Politique et administration

### Liste des bourgmestres
| Identité                                       | Période         | Période                                    | Durée                     | Étiquette |
| Identité                                       | Début           | Fin                                        | Durée                     | Étiquette |
| ---------------------------------------------- | --------------- | ------------------------------------------ | ------------------------- | --------- |
| Alphonse Theis (1930 - 1999)                   | 1975            | 17 novembre 1999 (mort en cours de mandat) | 24 ans                    | CSV       |
| Marie-Thérèse Gantenbein-Koullen (1938 - 2023) | 9 décembre 1999 | 27 janvier 2009 (démission)                | 9 ans, 1 mois et 18 jours | CSV       |
| Marc Lies (né en 1968)                         | 28 janvier 2009 | En cours                                   | 16 ans, 6 mois et 1 jour  | CSV       |

### Jumelage
Hesperange est jumelée avec :
- Malchin (Allemagne)[3] ;
- Szerencs (Hongrie)[4] : les contrats de jumelage entre la commune de Hesperange et la ville de Szerencs furent signés le 18 septembre 1997 et la 17 mai 2002 par les bourgmestres des deux villes respectives.

## Population et société

### Démographie
L'évolution du nombre d'habitants est connue à travers les recensements de la population effectués dans le pays depuis 1821. Les recensements décennaux de la population permettent de caler les chiffres sur la composition de la population par sexe, âge, nationalité et commune de résidence. Entre deux recensements, la population au 1er janvier de l’année {\displaystyle x} est évaluée en ajoutant à la population au 1er janvier de l’année {\displaystyle x-1} les soldes naturel (naissances {\displaystyle -} décès) et migratoire (arrivées {\displaystyle -} départs) de l'année. La même méthode est appliquée pour la répartition par âge au 1er janvier et les effectifs totaux par nationalité. Depuis le 1er septembre 2023, le Luxembourg dénombre 100 communes.
Au 1er janvier 2024, la commune comptait 16 836 habitants.
| 1821  | 1851  | 1871  | 1880  | 1890  | 1900  | 1910  | 1922  | 1930  |
| ----- | ----- | ----- | ----- | ----- | ----- | ----- | ----- | ----- |
| 1 449 | 1 946 | 2 145 | 2 257 | 2 323 | 2 299 | 2 516 | 2 550 | 2 835 |

| 1935  | 1947  | 1960  | 1970  | 1978  | 1979  | 1981  | 1983  | 1984  |
| ----- | ----- | ----- | ----- | ----- | ----- | ----- | ----- | ----- |
| 3 037 | 3 218 | 3 883 | 6 293 | 9 068 | 9 036 | 9 090 | 9 160 | 9 280 |

| 1985  | 1986  | 1987  | 1988  | 1989  | 1990  | 1991  | 1992   | 1993   |
| ----- | ----- | ----- | ----- | ----- | ----- | ----- | ------ | ------ |
| 9 320 | 9 350 | 9 310 | 9 381 | 9 509 | 9 702 | 9 921 | 10 070 | 10 075 |

| 1994   | 1995   | 1996   | 1997   | 1998   | 1999   | 2000   | 2001   | 2002   |
| ------ | ------ | ------ | ------ | ------ | ------ | ------ | ------ | ------ |
| 10 208 | 10 195 | 10 148 | 10 287 | 10 265 | 10 283 | 10 427 | 10 400 | 10 519 |

| 2003   | 2004   | 2005   | 2006   | 2007   | 2008   | 2009   | 2010   | 2011   |
| ------ | ------ | ------ | ------ | ------ | ------ | ------ | ------ | ------ |
| 10 789 | 11 184 | 11 533 | 11 831 | 12 054 | 12 395 | 12 786 | 13 163 | 13 335 |

| 2012   | 2013   | 2014   | 2015   | 2016   | 2017   | 2018   | 2019   | 2020   |
| ------ | ------ | ------ | ------ | ------ | ------ | ------ | ------ | ------ |
| 13 628 | 14 027 | 14 175 | 14 393 | 14 650 | 15 049 | 15 246 | 15 479 | 15 584 |

| 2021   | 2022   | 2023   | 2024   | - | - | - | - | - |
| ------ | ------ | ------ | ------ | - | - | - | - | - |
| 15 657 | 15 883 | 16 433 | 16 836 | - | - | - | - | - |

Le graphique qui aurait dû être présenté ici ne peut pas être affiché car il utilise l'ancienne extension Graph, désactivée pour des questions de sécurité. Des indications pour créer un nouveau graphique avec la nouvelle extension Chart sont disponibles ici.

## Culture locale et patrimoine

### Héraldique, logotype et devise
| Blason de Hesperange | Blason  | Fascé d'or et d'azur de six pièces à la bande de gueules brochante, accompagnée en chef d'une tour crénelée d'argent, maçonnée de sable, et en pointe d'une fleur de lis aussi d'argent. |
| Blason de Hesperange | Détails | Armoiries de la commune luxembourgeoise d’Hesperange. |